# Kõrgelaid
Kõrgelaid är en ö utanför Estlands västkust. Den ligger i Pühalepa kommun i Hiiumaa (Dagö), 120  km sydväst om huvudstaden Tallinn. Dess storlek är 0,14 km2.
Terrängen på Kõrgelaid är platt och öns högsta punkt, Suurmägi som betyder "Storkullen", är sju meter över havet. Kõrgelaid ingår i en liten ögrupp som ligger i havsomårdet Moonsund (estniska: Väinameri) mellan Dagö i norr och Moon i söder. Strax nordväst om ön ligger Vareslaid och Hanikatsi laid och österut ligger Ahelaid och Kõverlaid.